# أراكنوفيليا (محرر نصوص)
أراكنوفيليا (بالإنجليزية: Arachnophilia)‏ هو محرر نصوص مخصص للمطويرين والمبرمجين لكتابة نصوص الشيفرات المصدرية وقد تم تطويره على يد باول لوتس واستخدم لتطويره منصة جافا البرمجية وهو خليفة محرر النصوص ويب ثينغ (WebThing)، تم ترخيصه في البداية برخصة كيروير (Careware) وحالياً يقع ترخيصه تحت رخصة جنو العمومية الصغرى (LGPL) ويمكن الحصول على ملفاته المصدرية من الموقع الإلكتروني، وتمت تسميته بهذا الاسم تأثراً بالتعبير «حب العناكب» (love of spiders) وهنا استعارة مجازية للتدليل على معنى «البناء على الشبكة العنكبوتية».

## تاريخه
عندما تم الانتهاء من تطوير المحرر للعمل على أنظمة ويندوز قام المطور باول لوتس بإعادة كتابته باستخدام منصة جافا البرمجية وكان يهدف بذلك إلى مقاطعة منتجات شركة ميكروسوفت بسبب قيام الشركة بتفعيل عملية إعادة تنشيط برمجياتها على نظام ويندوز أكس بي، ويحتاج أراكنوفيليا إلى منصة جافا البرمجية بالإصدارة 1.5 فما فوق.

## المزايا والوظائف
يستطيع أراكنوفيليا استيراد وتحويل الملفات من نوع اَر تي أف (RTF) إلى ملفات أتش تي أم أل، ويستطيع كذلك استيراد وتحويل الجداول والخطوط من أي تطبيق يعمل على ويندوز 95 فما فوق، ويمكن معاينة عملية التحويل ومشاهدة مخرجاتها على 6 أنواع من متصفحات الإنترنت، بالإضافة إلى ذلك فإنه يدعم العديد من لغات البرمجة بما فيها:
- بي أتش بي (PHP)
- بيرل (Perl)
- سي++ (++C)
- جافا (Java)
- جافا سكريبت (JavaScript)

و من مزاياه الأخرى أيضاً:
- واجهة ملفات متعددة.
- أشرطة أدوات قابلة للتخصيص.
- دعم كامل لعمليات السحب والإفلات.
- دعم عملية البحث والتعديل.
- يحوي عميل نظام نقل الملفات (FTP Client).
- إتاحة القدرة للمستخدمين لتعريف القوالب.